# Luciana Frassati
 (avril 2020).
Si vous disposez d'ouvrages ou d'articles de référence ou si vous connaissez des sites web de qualité traitant du thème abordé ici, merci de compléter l'article en donnant les références utiles à sa vérifiabilité et en les liant à la section « Notes et références ».
Pour les articles homonymes, voir Frassati.
Luciana Frassati (Pollone, 18 août 1902 - Pollone, 7 octobre 2007) est une écrivaine italienne catholique et antifasciste qui se distingua par son soutien à la résistance contre le nazisme. Elle milita activement pour la canonisation de son frère Pier Giorgio Frassati qui fut béatifié en 1990. 

## Biographie
Luciana Frassati est la troisième enfant d'Alfredo Frassati, fondateur du journal La Stampa et d'Adélaïde Ametis, peintre reconnu. Ses parents se sont mariés en 1898, une petite Elda voit le jour avant de mourir à l'âge de 8 mois, puis un garçon prénommé Pier-Giorgio en l'honneur de son grand-père maternel naît en 1901. Luciana est la benjamine de la fratrie. Son père est un agnostique affirmé, sa mère une catholique formaliste. Son frère aîné Pier Giorgio montre dès l'enfance un penchant certain pour la charité envers les pauvres. 
En 1911, Luciana et son frère font leur première communion. En 1913, leur père est nommé sénateur. En 1914, alors que l'Europe sombre dans la Première Guerre mondiale, Alfredo Frassati, par son journal, prône une politique de neutralité. L'année suivante, l'Italie, alliée de l'Allemagne et de l'Autriche-Hongrie, s'engagera dans la guerre au côté de la France et de l'Angleterre contre ses alliés de la veille espérant recevoir Trieste, l'Istrie et la Dalmatie. En 1920, son père est nommé ambassadeur d'Italie à Berlin. La famille s'installe en Allemagne. Bien qu'ayant terminé la guerre du côté des vainqueurs, l'Italie sera déçue dans ses ambitions ce qui provoquera une grande instabilité politique et l'arrivée des fascistes de Benito Mussolini au pouvoir. Bien qu'appartenant à la grande bourgeoisie turinoise, les Frassati seront des opposants notoires au fascisme et Alfredo Frassati donne sa démission dès le 2 octobre 1922.  
De retour en Italie, le couple connaît des tensions. Luciana effectue des études de droit à              l'Université de Turin. Elle est la confidente de son frère qui renonce à épouser la femme de sa vie pour ne pas heurter leurs parents. Elle épouse en avril 1925 Jan Gawronski, secrétaire d'ambassade à l'ambassade de Pologne. Peu après, Luciana perd sa grand-mère et son frère. 

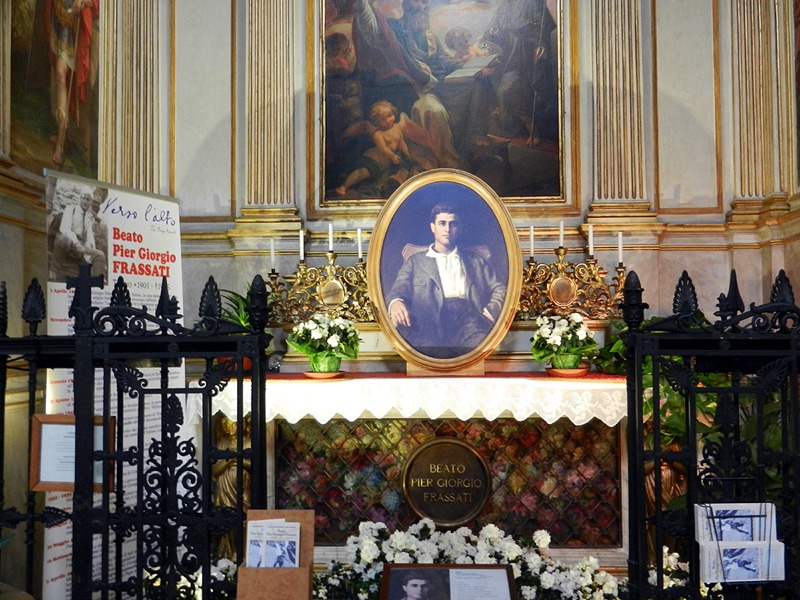
Le tombeau du bienheureux Pier-Giorgio Frassati dans la cathédrale de Turin

Tandis que son père est en butte aux tracasseries parfois violentes des fascistes et doit vendre son journal pour une bouchée de pain à Giovanni Agnelli, Luciana suit son mari dans ses différentes affectations en Allemagne, Pologne et Turquie. En 1933, Jan Gawronski est nommé ambassadeur de Pologne en Autriche. Le couple fréquente les élites autrichiennes notamment le chancelier Engelbert Dollfuss, le peintre Oskar Kokoschka. Il y restera en poste jusqu'à                 l'annexion de l'Autriche par l'Allemagne Nazie en 1938. Le couple, qui a six enfants, gagne la Pologne et établit sa résidence à Varsovie. Après, Wanda, Alfredo, Giovanna, Maria-Grazia, Nella et Jas, Luciana met au monde un septième enfant qui meurt au berceau. En septembre 1939, le pays est envahi par les troupes nazies et soviétiques. La France et l'Angleterre déclarent la guerre à l'Allemagne. Pour la seconde fois en 25 ans, l'Europe sombre dans une guerre très vite devenue mondiale. 
Afin d'éradiquer toute velléité de résistance, les nazis traquent les élites polonaises ainsi que le clergé. Sa citoyenneté italienne ainsi que son réseau international de relations accordent à Luciana et à sa famille une certaine impunité. Luciana soutient financièrement la résistance polonaise. Au risque de sa vie, munie de son passeport Italien, elle effectue de nombreux voyages à travers l'Europe occupée, exfiltrant une centaine de professeurs de         l'Université de Cracovie, la femme du général Sikorski, héros de la résistance, de nombreuses familles polonaises ainsi que des œuvres d'art et divers documents d'importance.
Après la guerre, la Pologne s'étant retrouvée sous l'influence de l'Union soviétique, Luciana et sa famille s'installent en Italie. Son mari s'éteindra à Rome en 1983. Luciana milite activement par ses écrits et ses mémoires pour la canonisation de son frère, Pier-Giorgio. En 1981, le corps du jeune homme, dont les obsèques, à la grande surprise de sa famille et de son milieu social qui le tenait pour un raté, avaient été suivies par un immense cortège des pauvres de Turin, est exhumé et retrouvé intact. Il est transféré à la cathédrale Saint-Jean-Baptiste de Turin. 
Après l'avoir déclaré vénérable en 1987, le pape Jean Paul II procède en 1990 à la béatification de Pier Giorgio Frassati. Le pontife le donne en exemple aux jeunes générations et le surnomme "l'homme des Béatitudes", surnom qui donnera lieu à des livres, un film et une pièce de théâtre. 
Un des fils de Luciana, Jas Gawronski, est élu député sous les couleurs du parti Forza Italia.
En 1993, Luciana est décorée de l'Ordre du mérite Polonais. En 2003, la Gazeta Wyborcza, premier journal polonais, sorti après la chute du communisme, l'insère dans la liste des femmes connues et admirées au côté entre autres d'Hillary Clinton.
Luciana meurt à Pollone le 9 octobre 2007. Sa dépouille est inhumée dans le caveau familial à la place restée libre depuis l'exhumation de son frère.